# Någre Psalmer, Andelige Wijsor och Lofsonger
Någre Psalmer, Andelige Wijsor och Lofsonger är en svensk psalmbok som gavs ut 1619 i Stockholm av Haquinus Laurentii Rhezelius.

## Historik
Psalmboken sammanställdes av Rhezelius med hjälp av sin faders Laurentius Jonae Gestritius tidigare översättningar. Gestritius  hade tidigare översatt latinska psalmer till svenska och gav redan 1591 ut ett häfte. Han avled 1597 och hade då hunnit översätta flera latinska hymner. Rhezelius tog vara på de översättningar som Gestritus inte hade publicerat. Hans översättningar har granskats och godkänts av biskoparna Olaus Martini, Uppsala och Petrus Kenicius, Uppsala.
Rhezelius började att leta efter noter till de psalmer som hans fader hade översatt. Han hittade dem bland annat i gamla pergament och sångböcker i kyrkor och skolor (i både Sverige och Finland). Detta i sin tur ledde till att han gav ut denna psalmbok Någre Psalmer, Andelige Wijsor och Lofsonger som är undertecknad den 6 januari 1619.

## Psalmer
- När man med flijt beskåda wil (skriven av Johannes Bothvidi)

### De Adventu et Nativitate Domini
- O Skapare i Himmels högd
- O Fadrens ord i Ewigheet
- Then klara Röst hon går nu an
- Betrachter thet uthi all Land
- Prijs wari Gudh i Ewigheet
- Ifrån Adam en tijdh så lång
- Christe som hafwer alla löst
- Christus är född uthaf Fadren
- It underlighit wärck är spordt
- När Adam i Paradijs
- Nu må werlden frögda sigh
- Hijt kommer jagh aff himmels högd
- Itt lijtet Barn är oss födt nu
- Frögder ider nu alle
- Itt Barn är oss nu här födt
- Gudh uthsende Engel sin
- Parvulus nobis nascitur
- Itt lijtet Barn är oss nu födt
- In natali Domini
- I Christi födelses tijdh
- Puer natus in Bethlehem
- Itt Barn är födt i Bethlehem
- Sigh gläd je må alt Menniskligh kön
- Frögde sigh på Jordenne
- Gladheligh sjunge wij

### In Epiphania domini
- Jesus Werldennes Ljus och tröst
- Herodes hwuj rädhes t hårdt
- Han som Fadhrens eenda Son är

### In Festo purificationis Mariae
- Hwad som the helige Propheter sanna

### Följa nu någre Hymner som plåga sjungas i Långfaston
- Af rätt Christeligh wil ja frij
- Höör wåra böön Skapare blijdh
- Skrifften ärer oss uppenara
- Jesu Christe Gudz Son så reen

### Dominica plmarum
- Hela welden frögde nu sigh

### Om Christi Lijdande
- Nu wil jag beskrifwa försann

### Om Christi TörneCrona
- Låter oss nu Christum försann
- Tu lofwa nu all Christenheet
- Segher Baneret fram bärs nu

### Om Altarens Sacrament
- Låter oss nu alla prijsa
- Christe all tings Skapare sann
- Jesu Christ Gudz Lamb thet reena

### Om Christi Upståndelse
- O Herre Jesu Christe san Gudh och människa
- Christenheet frögde nu sig
- Surrexit Christus Dominus
- Upstånden är Christus försan
- Sool och Måna och Stiernor all
- All wår sirg förswinner här
- Låter oss nu wara bereedd
- Upstånden är wår Herre Christ
- Upstånden är nu Herren Christ
- Christus pro nobis passus est
- Christus leedh för oss dödhen swår
- En Engel han så talade

### Om Christi Himmelsfärd
- Tu som wår ewigh Konung äst
- Låter oss sjunga Ähre sång
- På thenna högtijd frögdes gäbla oc unga
- Frögde idher medh glädhie stoor
- Ascendit Christus hodie, Alle, Alle

### Om Pingesdaghen och then H Anda
- Saligh är oss then glädje wist
- Christus upfoor medh seger klar
- Theras hierta grögdade sigh
- Christus foor til sitt Fadhers land
- Spiritus Sancti gratia

### Om then Helga Treefaldigheet
- O tu helga Treefaldigheet
- O tu helga Treefaldigheet
- Tu helga Treefaldigheet from

### Wår Christelige troos Artiklar i rijm författade til at sjungas under the Noter som
- Jagh troor uppå Gudh fadher san
- Förbarma tigh Gudh fadher käär
- Then lustige tijdh nu är

### De S. Johannes baptista
- Förläna oss tijn helga nåd
- Lofwat ware Israels Gudh

### De Angelis
- O Herre Gudh i Ewigheet

### Någre Lofsånger, stälte öfwer hwar dagh i wekonne, uthi hwilka blifwer gifwit tilkenna the wärck som Gudh på hwar dagh skapat hafwer, sampt medh böön och åkallan til Gudh
- Then första dagh söndagen är
- O Gudh som Ljusens skapar är
- O Himmelens Skapare san
- O Jordennes Skapare wist
- O Himmelens Skapare reen
- O Gudh uthi tijn stoora krafft
- O Menniskiors Skapare san

### Någhra Hymner, samp andre Tacksäyelse och Bönepsalmer, stälte effter the Bönestunder, som the Gudhfruchtge Förfäder brukar hafwa
- När wår krop hafwer haft sin roo
- Låter oss upstå och wakande wara
- Tu som här allting hafwer skapt
- Tu Treefaldigheetz Eenigheet
- Tu som then ewig klarheet äst
- Tu som Gudh Faders klarheet bär
- O Gudh som äst aff stoor godheet
- Natten hafwer medh mörker sitt
- Foglarna the medh theras liuudh
- Thet klara lius uprunnet är
- Natten medh sin stora märkheet
- Thet gyldenne Liuus uppgår nu
- Thet morgons liuus är nu utspridt
- Dagen bär oss nu liuus medh sigh
- Dagsens liuus thet skijn nu klara
- Jagh tackar tigh o Herre
- O Gudh Fadher i ewigheet
- I Ståår nu up mine barn käär
- Then signade dagh wij alle nu see

### Tilthen tridie Bönestunden, som är then tridie timan om morgonen effter schrifftennes räkning, på hwilken then helghe Ande kom öfwer Apostlarna, och är then nijonde Tima för middag, effter wåra Timar
- Tu helge And tröstare godh
- Sanferdigh Gudh som me tin kraft
- O Gudh som äst een ewigh krafft
- Tu som ljuset hafwer förlänt
- JEsu werldennes Frelsar kiär
- Solen hon wil nu nedergå
- Solen wil medh sitt skeen klara
- För thenna dagh så innerligh
- Thenna här dagz ljuus the går nu ned

### Några Bordsånger för Måltijdh at sjunga
- Alzmächtige Herre och Gudh
- Stoormechtige, ewige Gudh
- O Gudh Fadher i Himmelrijk, wij tijne barn nu tillijke
- Alles ögon lijta til tigh
- Helga oss, och tijna gåfwor
- Af mildrika godhet, så oc kerleks mod
- Wij bidie tigh o Fadher
- Fadher i höghsta Thron

### Någre Lofsonger effter Måltijdh
- Herren Gudh wari prijsat
- Hwad Gud beskyddar me sin wacht
- Tigh Herre Gudh o Fader wår
- Junge Skara kommer hijt
- O Gudh alle the som på jordenne lefua
- På tigh Herre Jesu Christe
- Uthi Gudz nampn färdes nu wij
- Salomon then högwijse man

### Om Echtenskapet en psalm, uthdragen aff pra efatione nuptiali
- Thet är tilbörligit, o Herre Gudh
- Helige och barmhertige Gudh
- När Gudh han skoop himmel och kord
- Säl är then man förwist
- En Gudz Nazir och dråpeligh man
- Alzmechtigh Gudh och Fader drom
- Soff nu mitt hiertans käre Barn
- O Jesu Christ Frelsare godh
- Ach Gudh werdigas migh höra
- Gudz Son sielff sade thesse ord
- Thet war en Pharisee förwist
- Ewigh Gudh öfwer allting wijdt
- Barmhertig Gudh, tigh hafwer jag
- En lijknelse klar, och uppenbar
- O Herre Gudh aff Himmelrijk
- På tig Gud allena min siäl och hog
- O Herre Gudh som hårdeligh
- Jagh frögdar migh i minom Gudh
- Troofaste Gudh och Jesu Christ
- Ah Herre Gudh i Högsta Thron
- Ah milde Gudh i Ewigheet
- O Herre Gudh i Himmelrijk
- Gudh fadher, Son och helge And
- O Herre Gudh oss förläna
  - Gammal och ung, Qwinna och man
- Ach Fader och Skapare wår

### Om Menniskiones ondsko och argheet, i thenna werldennes sidsta tijdh
- Fast illa nu i werlden går
- En fahrligh tijdh nu kommen är
- O Werld hwad tu äst swijkefull
- Alle bedrifwa nu röfwerij
- Allena på Gudh förlåter jagh migh
- O Menniskia tenck på tijn wilkoor
- Kan jag nu döden ey lenger mootstå
- En ny wijsa hafwom wij

### Psalmer på sitt ytersta
- O Gudh mijn nödh nu endast här
- Then werldzlig macht ho ey består
- Herre mijn Endalycht lär migh

### Psalmer om the dödas begrafning
- Jagh legges i Jorden medh een bly omswept
- Låt oss begrafwa thenna kropp
- Herre låt nu Tienare tin
- Högt walde, sampt och så stoor macht

### Om then ytersta domen och werldennes enda
- Gudh hafwer aff sijn nådhe stoor
- Lyfft up titt hufwud tu Christendom
- När tekn äro skedd i Måna och Sool
- ÄWaka up syndare och tenck tigh om
- Förwisso är här nu then tijdh

### Om then ytersta domen och thet ewiga lijfwet
- Hjerteligh monde migh glädia
- Så gladeligh mon jagh sjunga

### Historiska Psalmer
- Amram han hade Söner twå
- En san Historia och klår